# Holland-síkság
A Holland-síkság Hollandia nagytája. Nagy része alföld, egy része viszont a tenger szintje alatt fekvő mélyföld, ezek azonban nem alkotnak összefüggő területet, így azok közös elnevezése (Holland-mélyföld) nem egy konkrét tájat, hanem a mélyebben fekvő területek összességét jelenti. A síkság lapos területét az Északi-tengertől a Fríz-szigetek dűnesora védi. Mögötte a sekély Watt-tenger, majd a marsch és a geest területek találhatóak. A tenger pusztító munkája ellen a hollandok több száz éve küzdenek.

## Fekvése
A Holland-síkság a Közép-európai-síkvidék része. Nyugatról a Flandriai-alföld, keletről a Német-síkság (Germán-alföld) határolja. Északról az Északi-tengerrel, délről a Közép-európai-rögvidék és az Ardennek előterével határos.

## Kialakulása
A Holland-síkság aljzatát a tőle délre fekvő hegységekhez hasonlóan óidei gránitok és palák, középidei mészkövek alkotják. Ezek az újidő harmadidőszakában bekövetkezett szerkezeti mozgások miatt több száz, néhol több ezer méter mélyre süllyedtek. A táj mai felszíne az újidő negyedidőszakában, a pleisztocén eljegesedés alatt illetve után alakult ki. A terület a Közép-európai-síkvidék idős morénafelszínéhez tartozik, az utolsó eljegesedés (saale) itt ugyanis kb. 150 000 éve ért véget (míg a keleti területeken alig 13 000 éve).
A táj két eltérő típusú területre osztható: az alacsonyabb, akár mélyföldi jellegű, tengerparti sávban elhelyezkedő marschokra és a tengertől távolabb lévő, magasabb, homokos alföldekre, a geestekre (alnémet nyelvjárásban terméketlen földet jelent). A kettőt több méteres szintkülönbséget áthidaló lépcsőperem határolja el egymástól.

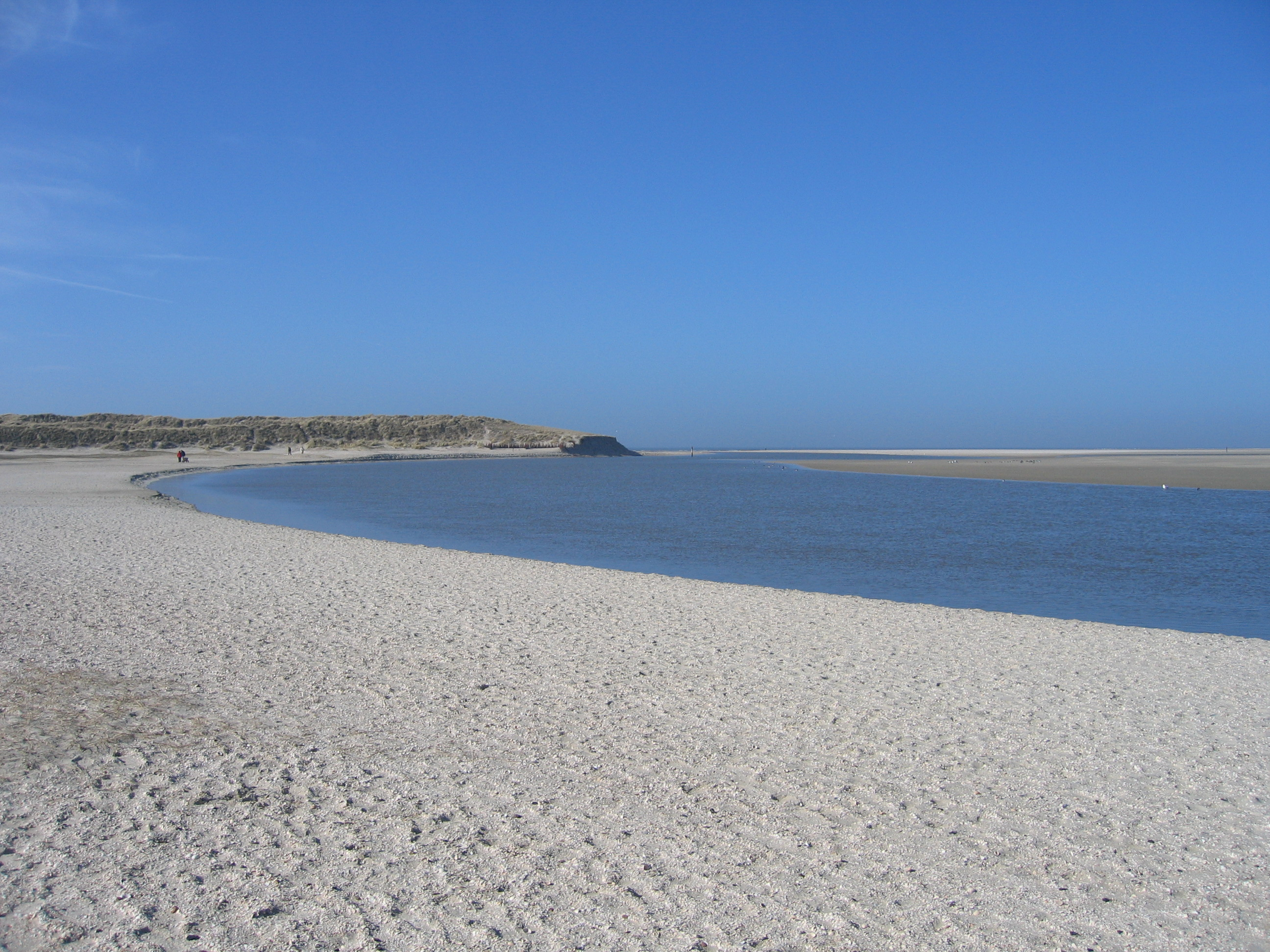
Dűnék Texel szigetén

A marsch a Flandriai-alföldön csak néhány kilométer széles, a Holland-síkságon azonban kiszélesedik (20 km) és kimélyül (Rotterdamtól északra -6,7 m). Átmenetet képez a tenger és a szárazföld között.
A marschok a jégkori jég visszahúzódása után alakultak ki. A jégkor végén a mai Északi-tenger déli területei szárazföldek voltak. A jég olvadása kb. 80-100 méter tengerszint-emelkedést okozott, a tengerparti területek eközben lesüllyedtek, így a tenger-előrenyomulása (flandriai transzgresszió, kb. i. e. 6000 körül) hozta létre őket. A partvidék süllyedése egyenetlenül, de kb. átlagosan 20 métert jelentett. Először az Északi-tenger mélyebb részeit öntötte el a víz, majd a szárazföld mélyebb, laposabb részeit is elérte. Ma is kirajzolódik a tenger alatt a nagyobb folyók közös, nagy völgye. A tenger alatti padok (Dogger-pad, Fehér-pad) egy ideig még szigetként álltak ki a vízből, majd ezek is víz alá kerültek. A tenger a mai Fríz-szigetek vonaláig, majd a geest pereméig nyomult, azokat helyenként alá is mosta. A nagy változást a Doveri-szoros kinyílása okozta i. e. 6500 körül, ezzel ugyanis megérkeztek ide a homokot szállító tengeráramlások. A tenger által idehozott és a folyók által lerakott homokból ugyanis turzások, majd dűnék épültek, melyek elzárták a tengertől a belső, lapos, később fokozatosan feltöltődő területeket. A dűnék és a geest közötti területen kialakult a marsch.
A terület süllyedése i. e. 2000-800 között megállt, enyhébb emelkedésbe váltott. Ekkor a magasabb, öregebb marschok kissé feltöltődtek. A 3. században a tenger egy újabb előrenyomulása indult meg (dunkirki transzgresszió), mely az addig egységes dűnesor feldarabolta, létrehozva ezzel a mai Nyugati-Fríz-szigeteket. A szigetek és a part között kialakult a sekély Watt-tenger (a szó gázlót jelent), mely egy 450 km hosszú, 5–40 km széles árapálysíkság. Dagálykor elönti a tenger, apálykor viszont szárazulattá válik. Dagálykor hajózható, csak kisebb lapos szigetek, a halligok emelkednek a vízszint fölé. A tenger egyre fenyegetőbb jelenléte miatt az alacsony marsch lakossága néhány méteres magaslatokat, wurtékat épített, ahova a településeket áthelyezték. Az első wurtét az i. e. 3. században hozták létre, számuk és magasságuk később egyre nőtt.
A tenger további terjeszkedésének – melyet a vihardagályok fokoztak – köszönhetően a partba mélyen benyomuló öblözetek is kialakultak. A legnagyobb ezek közül a 13. században létrejött Zuiderzee (Déli-tó) és tőle délre az azóta már lecsapolt Haarlemi-tenger. A 12. század óta kb. 9000 km2-nyi területet foglalt el a tenger. A tengerbetörések sok halálos áldozatot is követeltek. A becslések szerint 1277 decemberében a Dollart-öblöt kialakító Karácsony-ár 50-80 000, 1421 novemberében Dordrechtnél az Erzsébet-ár idején 71 falu és kb. 100 000 ember veszett oda. Az 1570-es Mindenszentek-ár a teljes partvonalat elpusztította a Schelde-torkolattól Dániáig, az 1574-es ár pedig 400 000 emberéletet követelt. 1775-ben, 1808-ban és 1894-ben is megismétlődtek a pusztító vihardagályok, az 1916 januári ár például 150 km²-t öntött el.

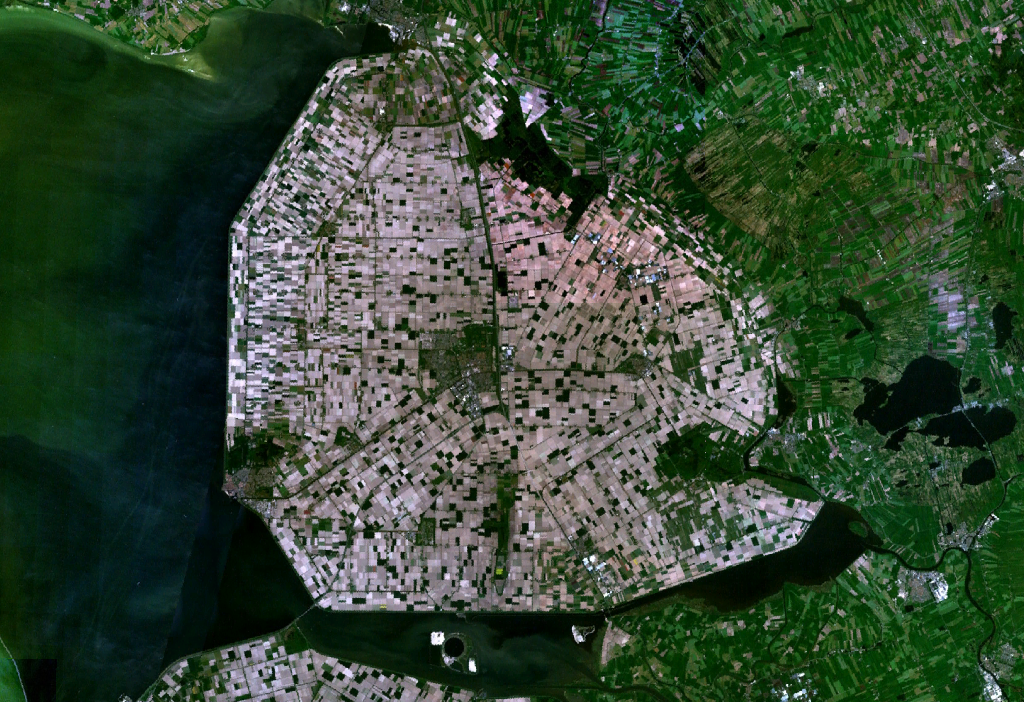
A Noordoostpolder műholdképe

A problémákat növeli a terület süllyedése, ez helyenként évi 2 mm-t is kitesz. Ennek elkerülése érdekében már a 13. században megkezdődött a gátak építése. A gátrendszerek és a közöttük lévő vízelvezető és hajózó csatornák a Holland-síkság nagy részét behálózták. A víz kiszivattyúzásához és a zsilipek működtetéséhez szélmalmokat használtak. A vízmentesített területeken (kb. 4000 km²) mezőgazdasági művelésbe kezdtek (polderek). Az 1916-os tengerbetörés után újabb lendületet vettek a munkák: a Zuidersee-t egy 32 km hosszú gáttal elrekesztették a Watt-tengertől, létrehozva ezzel az IJsel-tavat és négy, összesen 1650 km² területű poldert. A tó déli, 700 km²-es részét 1976-ban rekesztették el, ám ennek polderesítését felfüggesztették, ma árvíztározóként üzemel. A vízelvezető csatornákban a víz a poldernél magasabban folyik. polderek alja homokos, így ott a talajvíz feltörése nádasok kialakulását okozza. Ezek a plassos a vízisportok kedvelt helyszínei.

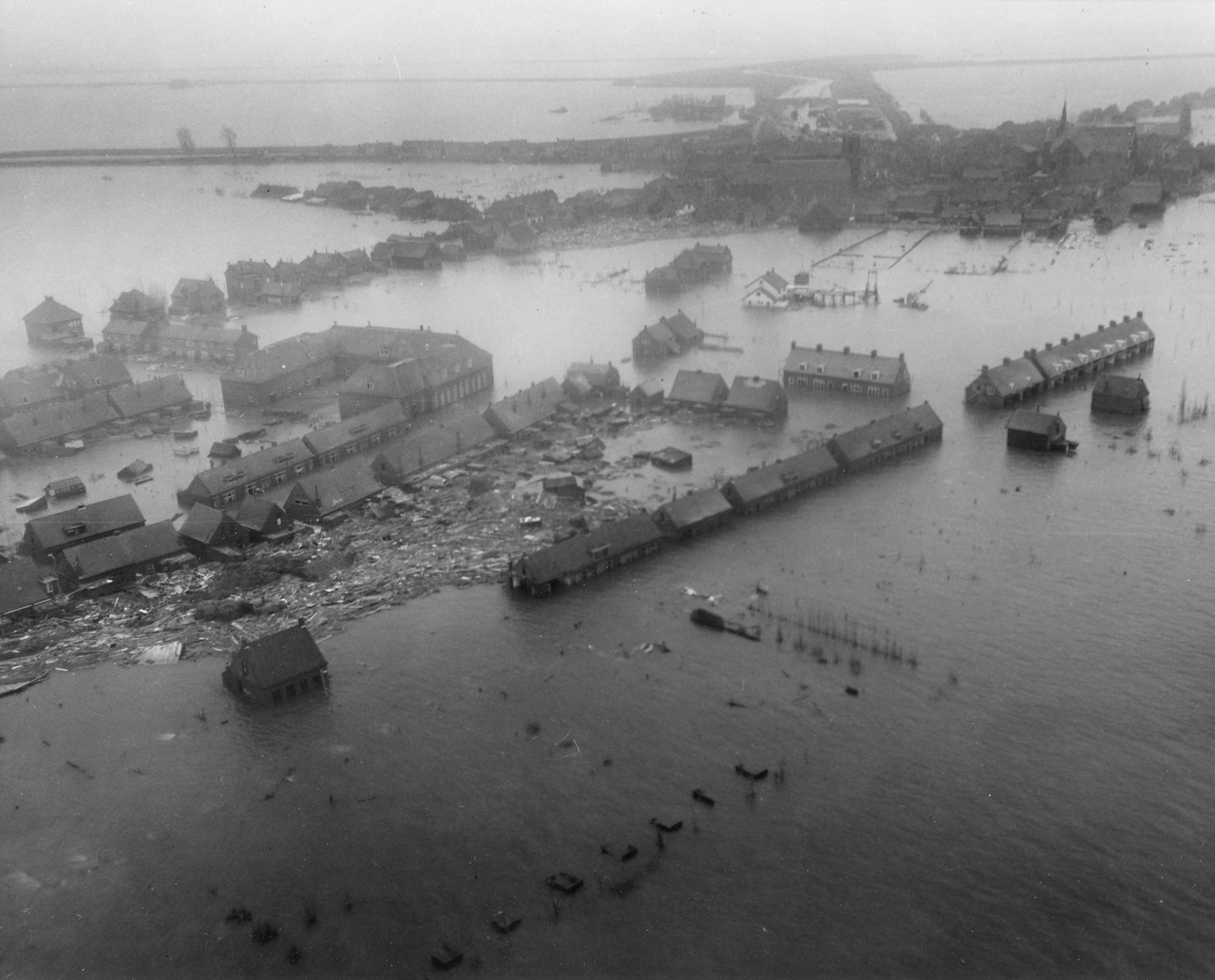
Az 1953-as vihardagály árvize Zuid Beveland faluban

Az 1835 életet követelő 1953. februári Ignác-ár vihardagály után kezdtek a hollandok a Delta-tervbe, mely a folyók deltáinak lezárását és a parti dűnesort felhasználva egy összefüggő védelmi vonal létrehozását jelenti.
A magasabb fekvésű, tengerelöntéstől nem veszélyeztetett geesteket a morénák agyagos anyaga és a folyók a jégtakaró alatti olvadékvizek által lerakott homokos üledékei építik fel. Általában 40-70 méter magasak, de végmorénáik elérhetik a 100 métert is. A terméketlen homokvidéken lápok vagy fenyérpuszták alakultak ki, talaja gyenge termőképességű, podzolos. A hátakat a folyók szabdalták részekre (folyami marschok)

## Részei
marschok:
- Zeeland
- Holland-marsch
- Fríz-marsch
- Betuwe (folyami marsch)

geestek
- Kempeni geest
- Veluwe
- Nyugati-Fríz geest

A Holland-síkság változatos keletkezésű és formakincsű területeket foglal magában. A Schelde-Maas-Rajna torkolatvidéke széles és alacsony marschterület. A jégkor előtti folyami hordalékokat a többször benyomuló tenger elszállította, a folyók deltatorkolatait pedig tölcsérekké szélesítette ki. melynek déli része, Zeeland dűnékkel borított szigetekre és félszigetekre szabdalódott. A torkolattól északra a legnagyobb, legmélyebb marsch, a Holland-marsch következik, amitől egy 120 km hosszú, akár 60 m magasságig emelkedő dűnesor tartja távol a tengert. Az Ijssel-tótól keletre a Fríz-marsch fekszik, ezt a részekre szabdalt Nyugati-Fríz-szigetektől a Watt-tenger választja el.

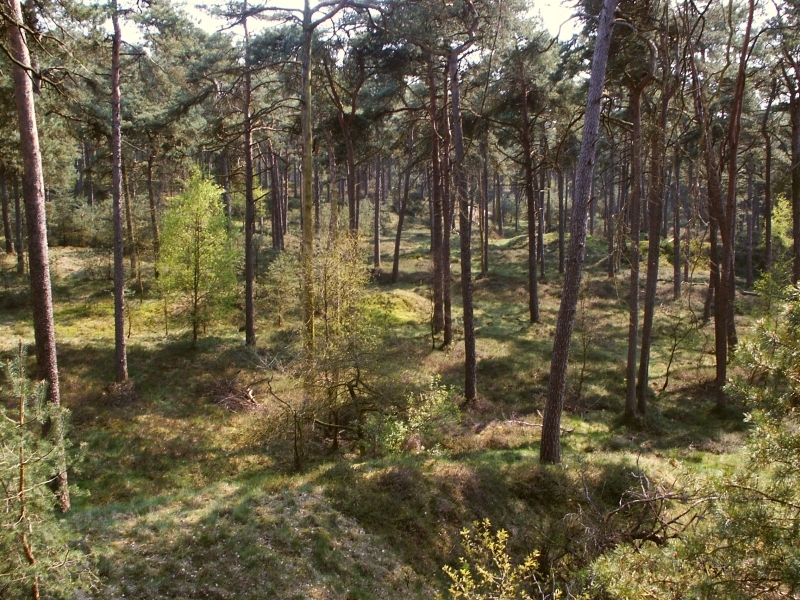
Erdő a Veluwe-ben

A parttól távolabb fekvő, magasabb geestek sorozatát a Rajna alsó szakasza által épített folyami marsch, a Betuwe szakítja meg. Ettől délre nem ért el a jégtakaró, így Kempen és Észak-Brabant geestjét a Schelde és a Maas jégkori folyami homokja építi fel. A Rajnától északra fekvő területet elérte az eljegesedés, így az az idős morénavidékhez tartozik. Az IJssel-tótól délkeletre fekvő Veluwe a legtipikusabb geest: Részben ma is szabadon mozgó, máshol erdeifenyővel betelepített, 70-100 méter magas homokfelszínének anyaga a jégtakaró fenékmorénájából származik. A Nyugati-Fríz geest lekopott végmorénasáncai hullámos felszín alkotnak, a mélyedésekben lápok, magasabb részein fenyérek alakultak ki. A tőzeg kitermelése és a geest termékennyé változtatása már a 11. században megindult ezen a területen.

## Éghajlata
A Holland-síkság éghajlata óceáni. Januári közép-hőmérséklete 1-2 °C, júliusi 16-17 °C, évi csapadékmennyisége 700–800 mm.